# جمشيد قلي قطبشاه
السُّلْطَانُ جَمْشِيْد قُلِي قُطْبشَاه بنُ سُلْطَان قُلِي قُطْبُ المُلْكِ بنِ أُوَيْس قُلِي بَك القَرَاقُويُونلَوِيّ (بالفارسية: السُلطَان جمشيد قُلي قُطبشَاه بن سلطانقلي قُطب‌المُلک بن أويس قُلي بک قراقويونلوي) (وفاتُه: 956هـ المُوافق فيه 22 كانون الثَّاني (يناير) 1550م)، المعروف اختصارًا بِـ«جمشيد قلي قطبشاه»، هو ثاني سلاطين گولكوندا من السُلالة القُطبشاهيَّة التي حكمت في الهند لما يُقارب مائتي سنة. وقد حكم السَّلطنة من سنة 950هـ المُوافقة لِسنة 1543م حتَّى وفاته مُتأثرًا بِمرض السَّرطان سنة 956هـ الموافقة لسنة 1550م. اسمه «جمشيد» وهو اسمٌ فارسي قديمٌ معناه «المتلألئ الجليل».